# Історія Брунею
Історія Брунею починається з перших поселень, які датуються VI—VIII чи X—XI сторіччями нової ери. Китайські джерела наводять відомості про державні утворення на цій території з тих часів. В середині XV сторіччя Бруней став могутньою ісламською державою, яка впродовж ста років володіла північно-західним та північним узбережжям острова Борнео, а також сусідніми островами. До XIX сторіччя Брунейський султанат занепав, послаблений міжусобними війнами, конфліктами з іспанськими колоніями та сусідніми султанатами, нідерландською торговельною монополією. Більшу частину Калімантану захопили Нідерланди. Слабкістю султана скористався британський авантюрист Джеймс Брук, який зумів сконцентрувати у власних руках територію сучасного Сараваку. Його спадкоємці, відомі як «білі раджі» продовжили політику захоплення брунейських володінь, і наприкінці XIX сторіччя султан володів лише двома розділеними ділянками території поблизу своєї столиці. Після звернення за допомогою до Британської імперії, Бруней був оголошений британським протекторатом. Розпочатий у 1930-ті роки видобуток нафти стабілізував брунейську економіку. Під час Другої світової війни Бруней був захоплений японцями, а потім звільнений військами союзників. Брунейський султан відмовився приєднуватися до Малайської федерації на початку 1960-х років, а волів залишатися під протекторатом британців. Багаті поклади нафти, знайдені на шельфі поблизу Брунею покращили економічний стан країни. Після проголошеної султаном конституції 1959 року відбулися єдині вільні для політичних партій місцеві та парламентські вибори, результати яких, утім, були скасовані через Брунейське повстання, а в країні введений надзвичайний стан, який зберігається й донині. Бруней залишається абсолютною монархією, де султан є головою держави, уряду і церкви.

## Найдавніший період

### Історіографія
Офіційна брунейська історіографія датує виникнення державності на території сучасного Брунею або сусідніх з ним землях острова Борнео VI—VII сторіччям нової ери. Попри те, що матеріальних решток того часу не знайдено, історики спираються на китайські джерела, де згадуються певні топоніми та люди, що походять з невідомих Китаю земель. Ці топоніми пов'язуються з Брунеєм або Борнео, хоча зазвичай для них нема точної географічної прив'язки в самих джерелах. Наприклад, історик та дослідник середньовічних документів Роберт Ніколл (англ. Robert Nicholl) інтерпретував держави По-лі та По-ні, або Бо-ні з китайських текстів як попередники Брунейського султанату. Також до історії давнього Брунею ці згадки відносить брунейський дослідник Джаміль Аль-Суфрі (англ. Jamil Al-Sufri), китайські вчені Чен Суевен (англ. Chen Xuewen, кит.: 陳學文) і Гуанг Жидонг (англ. Huang Jidong, кит.: 黃繼東). Значна частина переказів цих середньовічних китайських текстів містить спекуляції та неточності перекладу. Сучасна китайська історіографія теж розглядає ці згадки як доказ існування держав на території Брунею, що на думку історика з Брунейського університету Йоганнеса Курца є політичним жестом китайсько-брунейської співпраці, що посилилася на початку XXI століття.
Інші історики вважають, що давні джерела не мають стосунку до Брунейської держави, а історія Брунею може вважатися достовірною лише з перших контактів між європейцями та брунейцями у 1510—1520-х роках. Численні топоніми на кшталт «Полі», «Віджаяпура», «Срібуза» «Єх-по-ті» тощо приписуються низкою істориків до інших місць у Південно-Східній Азії. Разом з тим, такі історики як Курц, Танг Юнджун (англ. Tang Yunjun, кит.: 唐雲俊), Ган Пінженг (англ. Han Pinzheng, кит.: 韓品崢) допускають зв'язок деяких державних утворень, які китайці називали збірним поняттям Боні, з територією сучасного Брунею.
Інформація щодо доісламського періоду історії Брунею подається нижче за версією, прийнятою в Брунеї, з окремими коментарями інших дослідників.

### VI—X сторіччя
Китайські джерела описують державу Віджаяпура, яка існувала на північно-західному узбережжі Борнео з VII сторіччя. Згідно з деякими дослідниками, ця держава є тією самою, що в арабських джерелах того часу називалася «Срібуза» (утім, інші вказують, що Срібуза — це арабізоване написання назви держави Шривіджая на Суматрі), а в інших китайських — «Фо-ших-пу-ло». Арабські записи стверджують, що королівська родина держави Фунань втекла від вторгнення сусіднього королівства Ченла на острів Борнео і захопила владу в наявній там на той час державі По-Лі (історик Друс наводить список гіпотез щодо розташування держави По-лі та приходить до висновку, що навряд чи можна буде колись встановити, де вона знаходилася, оскільки навіть самі автори китайського літопису не мали уявлення, де вона знаходилася). Загарбники змінили назву на Віджаяпура, що значило «перемога». Держава швидко досягла високого соціоекономічного розвитку, захопила північне узбережжя острова, а також деякі острови поблизу (сучасні Філіппіни).

### Ранній доісламський період
У китайському джерелі у 977 році вказується назва держави По-ні, або Боні, яка розташована на Брунейській затоці, на тому ж місці, де й Віджаяпура. Ця держава описується як потужний центр морської торгівлі, зокрема високоякісною камфорою. Згідно із записом близько 1225 року вона називалася Фо-ні (не всі вчені згодні, що це одна й та сама держава) та мала понад 100 військових кораблів для захисту власної торгівлі. Населення По-ні сповідувало буддизм та індуїзм, але також існувала потужна ісламська спільнота. Зокрема до китайського двору правитель По-ні надіслав трьох ісламських торговців як офіційних представників (хоча інтерпретація їх імен як мусульманських ставиться під сумнів іншими дослідниками). Держава По-ні згадується у китайських джерелах і пізніше: у 1280 році вона контролювала значні території на північно-західному узбережжі Калімантану.
Археологічні дослідження демонструють на території Брунею давні поселення не раніше X століття. Головними пам'ятками X-XIV століття були велике поселення поблизу селища Лімау-Маніс і Терусан-Купанг у 4 км вище по течії річки Мендуан від невеликого в той час поселення Кота-Бату. Також розкопки в районі селища Кампонг Танджонг-Нангка у мукімі Сенгкуронг виявили китайську кераміку часів династії Сун (X—XIII століття) нарівні з більш пізньою керамікою династій Мін та Цін.. Крім того потужні поселення існували на території теперішнього Сараваку: Сантубонг у гирлі річки Саравак, Гедонг у 65 км на схід від нього, Джай-Джай у Лімбангу. Занепад цих поселень у середині XVI століття пов'язують з занепадом торгівлі в Південнокитайському морі, який викликаний втратою китайським містом Гуанчжоу статусу торгового центру.
1365 року держава «Буруненг» чи «Баруне» згадується як залежна від імперії Меджепегіт у поемі Нагаракертагама. У китайському джерелі 1370 року згадується правитель держави Бо-ні «Мо-ха-мо-ша», який надіслав данину імператору. Усупереч васалітету, у По-ні вдерлася армія сусідньої держави Сулу. Імперія прийшла на допомогу васалу, загарбників було вигнано, але втрати були значними. По-ні занепала, і до 1371 остаточно стала провінцією Меджепегіт. Проте сама імперія протрималася недовго і розпалася у 1389 році зі смертю свого правителя.

## Брунейський султанат
За сучасною брунейською історіографією у 1363 році Алак Бетатар проголосив себе першим султаном Брунею і прийняв іслам під іменем Мухаммад Шах. Ця традиція походить з брунейської епічної поеми «Сіаїр Аванг Семаун» (малай. Syair Awang Semaun), де розповідається про Алака Бетатара та його 14 братів. У 1408 році Бруней дістав повної незалежності, а другим султаном став Ахмад. За 5-го султана Болкіаха (правління 1485—1524) Бруней досяг розквіту.

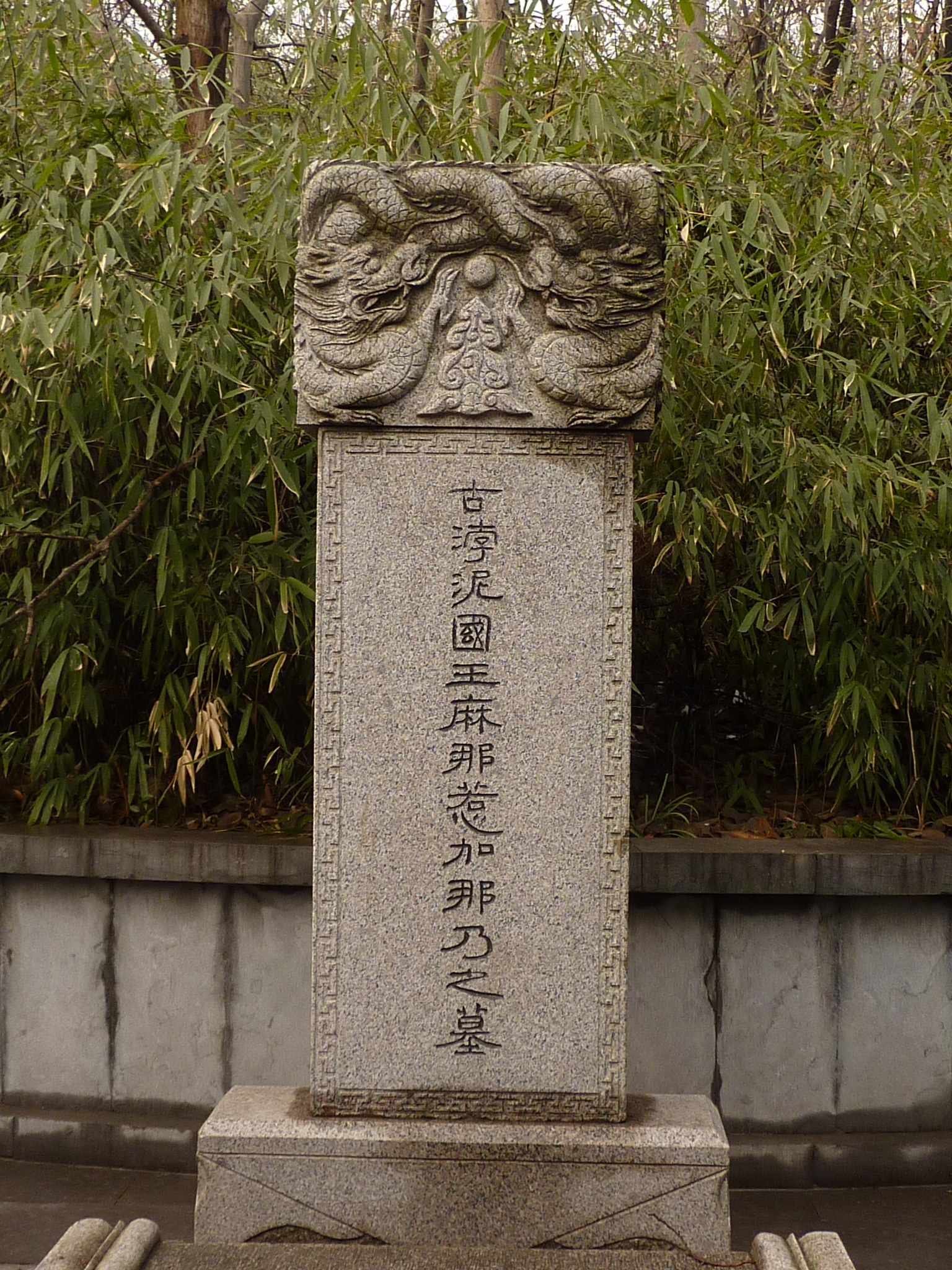
Могила брунейського султана у Нанкіні

За китайськими джерелами у 1408 році брунейський правитель відвідав Китай задля пошуку підтримки імператора, але занедужав та помер у Нанкіні, де досі знаходиться його могила. На думку низки брунейських істориків цим другим правителем був султан Абдул Маджид Хассан, брат Алака Бекатара.
Утім за записами португальських військових чиновників Малакки, ще й у 1514 році брунейський монарх лишався язичником, тоді як купці вже були мусульманами. Запис 1515 року повідомляє, що правитель Брунею «нещодавно» прийняв іслам. Іншою проблемою є те, що наявні ісламські джерела є досить пізніми: «Родовід брунейських султанів» (малай. Silsilah Raja-Raja Brunei) заснований на копіях не раніше 1735 року, а «Генеалогічна таблиця» (малай. Batu Tersilah) з султанського мавзолею датована 1807 роком.
У липні 1521 року Бруней відвідав супутник Фернана Магеллана мореплавець Антоніо Пігафетта. Він першим з європейців детально описав столицю султанату, місто Бруней як побудоване виключно на річці Бруней, окрім будинків короля і найвищої знаті. Він також повідомив, що по обидва боки від річки знаходилося два палаци правителів, причому один був мусульманином, а інший язичником. У 1600 році Бруней відвідав голландський капітан Олив'єр ван Ноорт, який описав столицю Брунею та її мешканців.

### Золота епоха
У XVI столітті Бруней переживав «золоту епоху». Держава контролювала майже все північно-західне й північне узбережжя Борнео та низку сусідніх островів, домінуючи в торгівлі з Китаєм та португальськими колоніями, заснованими в першій половині XVI століття. За часів правління 8-го султана Саїфа Ріджала Брунейська імперія мала велику територію та багато колоній. «Генеалогія правителів Брунею» повідомляє, що одній із принцес султан надав у володіння 6 територій (Маруда, Менумбок, Бакуа, Банггі, Лавас, Мембакут).
Попри мирні відносини з португальцями, Бруней вів експансіоністську політику, а також мав чималу армію. Близько 1500 року султан Болкіах здійснив декілька військових експедицій до Філіппін. На острові Лусон було засновано містечко Кота-Селуронг, теперішня Маніла. Замість місцевих раджей керувати став намісник Болкіаха — його син. Синові спадкував онук Матанда, а тому — його племінник Соліман. Також брунейці згадуються серед найманих вояків на службі в армії Султанату Ачех під час її атаки на Острови Ару 1540 року.
Наприкінці XVI століття султан Мухаммад Хассан реформував систему управління Брунею. Замість двох візирів було введено 4: «бендагара» (малай. Pengiran Bendahara), головний міністр, який міг бути регентом за відсутності чи неповноліття султана; «ді-гаддонг» (малай. Pengiran Di-gaddong), головний скарбник; «пенанча» (малай. Pengiran Pemancha), посада на зразок міністра внутрішніх справ; «теменгонг» (малай. Pengiran Temenggong), адмірал. Всі візирі були родичами султана. Нижче них знаходилися «четерії» (малай. cheteria) — чиновники шляхетного походження. Лише серед найнижчих чиновників, «ментерів» (малай. menteri) могли бути прості брунейці. Велика імперія була розділена на окремі території, що називалися «річками», бо сухопутних шляхів практично не було. Ці території були трьох типів власності: державні, що належали султану та переходили після його смерті до наступного султана; ті, що належали візирам за посадою — також переходили до наступника за посадою; звичайні території, які могли належати султану або знаті, та успадковувалися нащадками особи звичайним чином. Така система влади зберігалася аж до початку XX століття.

### Війни з Іспанією

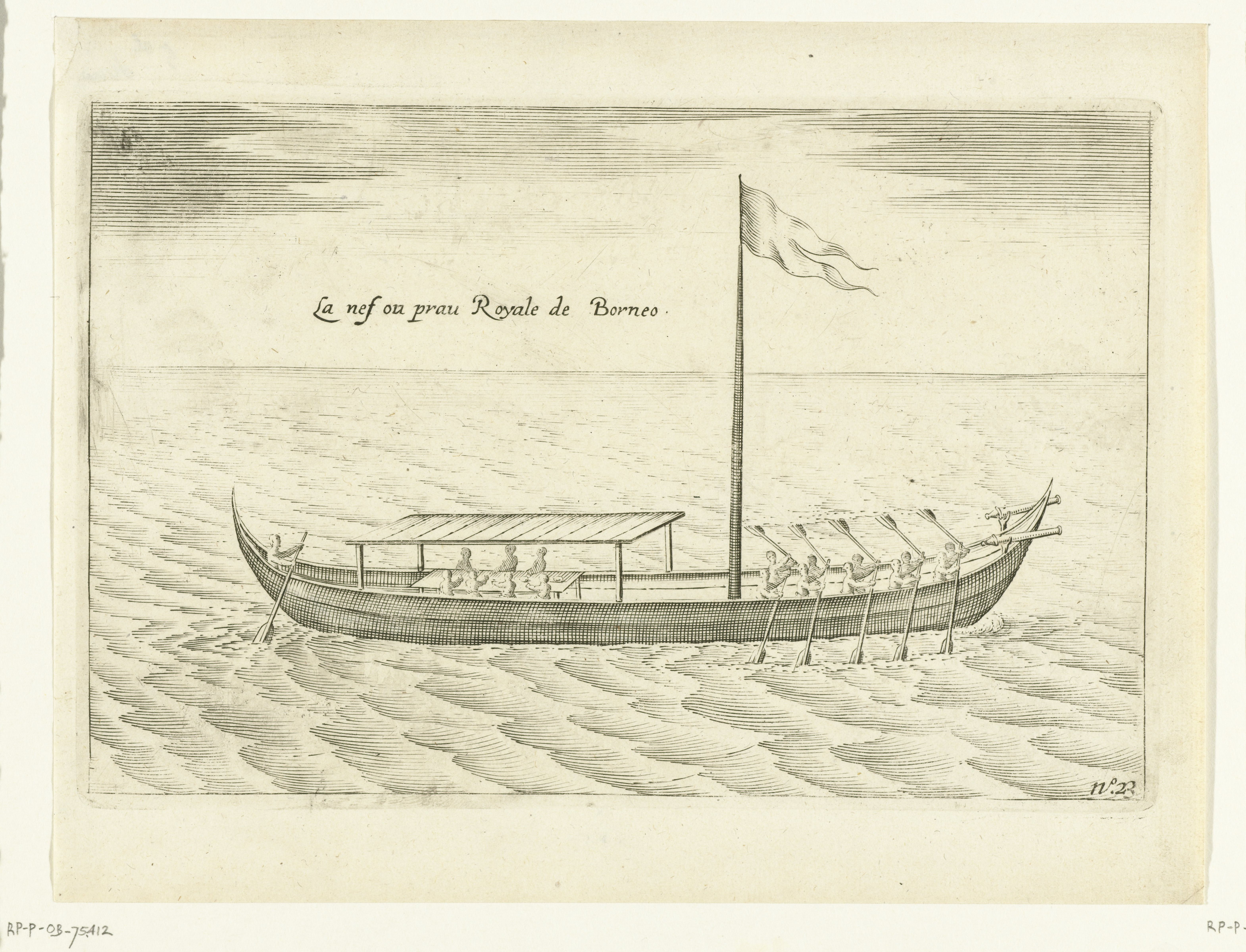
Корабель брунейського султана, гравюра 1600 року, з книги Олив'єр ван Ноорт

З початку 1570-х років Іспанія захопила філіппінський острів Лусон та почала конфліктувати з Брунеєм за інші частини архіпелагу. Важливу роль у завоюванні Філіппін відіграв конкістадор Мігель Лопес де Легаспі. Окрім територіальної суперечки існувало й питання релігії: іспанці вимагали від брунейських султанів припинити поширення ісламу на Філіппінах, на що султани категорично не погоджувалися. Протистояння закінчилося двома конфліктами 1578 і 1579 років, у яких Бруней зазнав поразки, але зміг відстояти власну незалежність.
13 квітня 1578 року генерал-губернатор Філіппін Франсіско де Санде прибув з військовим флотом до Брунейської затоки та оголосив ультиматум султану: припинити розповсюджувати іслам, допустити католицьких місіонерів до брунейських володінь. Султан відмовився. Одного з емісарів стратили, інших, включно з 5 філіппінцями-мусульманами, ув'язнили.  На наступний день, не дочекавшись повернення посольства, де Санде віддав наказ наступати. Брунейський флот та двір султана відступили всередину країни, а іспанці висадилися в Муарі й, не зустрічаючи опору, захопили столицю Брунею. 20 квітня де Санде оголосив Борнео іспанським островом. Втім влітку в іспанському таборі почалася епідемія, і невдовзі іспанці відступили на Філіппіни.
Нова іспанська експедиція 1579 року зустріла озброєний брунейський флот та не вдалася до атаки, коли Саїф Реджал відмовився пристати на її умови. Окремі сутички між Брунеєм і іспанськими колоніями тривали до 1645 року.

### Султанат Саравак
У 1599 році відбувся конфлікт між синами померлого султана Мухаммада Хассана, внаслідок якого султаном став Абдул Джаліл Акбар. Новий султан запропонував своєму невдоволеному брату Тенга стати султаном залежної від Брунею території нинішнього Сараваку. Тенга погодився та вирушив разом з почтом до теперішнього Кучінга для побудови там столиці нового султанату.
Султана Тенга вбили у 1641 році, з цим Султанат Саравак припинив своє існування. Надалі брунейський султан призначав у Саравак раджу, хоча достеменно невідомі події у Сараваку між 1641 і 1826 роком, імовірно, територія була під впливом Брунею та сусіднього султанату Самбаса.

### Громадянська війна
У середині XVII століття почалася громадянська війна, викликана конфліктом у панівній династії. 13 років громадянської війни завершилися інтервенцією з боку султанату Сулу та втратою частини території на півночі Борнео. За офіційною брунейською історіографією війна почалася в зв'язку з убивством султана Мухаммеда Алі 1661-го року (перша дата, яка з'являється в брунейських джерелах) хоча європейські джерела та записи з султанату Сулу вказують на її можливий початок раніше.

### Занепад султанату
На початку XVIII століття продовжився поступовий занепад султанату, спричинений внутрішніми конфліктами, зовнішньою агресією та зменшенням активності торгівлі. Поступово Бруней втрачав території на Борнео, а з середини XIX століття ставав усе більше залежний від британського уряду.
У 1704 році (за іншими даними раніше — у 1675 році) султан Брунею за допомогу в придушенні повстання на півночі країни віддав султанату Сулу частину території на північному сході Борнео, на схід від затоки Маруду.
Після невдалої спроби закріпитися на півночі Борнео, у затоці Маруду, 1773—1775 років британці звернулися до брунейського султана з проханням організувати факторію для торгівлі перцем. Наприкінці XVIII століття факторію було створено.
За даними британського адміністратора та натураліста Г'ю Лоу столиця Брунею занепадала впродовж XVIII—XIX століть. У 1720-х роках населення складало близько 40 тисяч осіб, окрім того існувало китайське поселення населенням 30 тисяч осіб, яке займалося вирощуванням перцю. У 1809 році в місті було менш як 15 тисяч осіб, що жили в 3 тисячах будинків. У 1847 році населення впало до 12 тисяч, а близько 1900 року складало лише 8 тисяч мешканців.

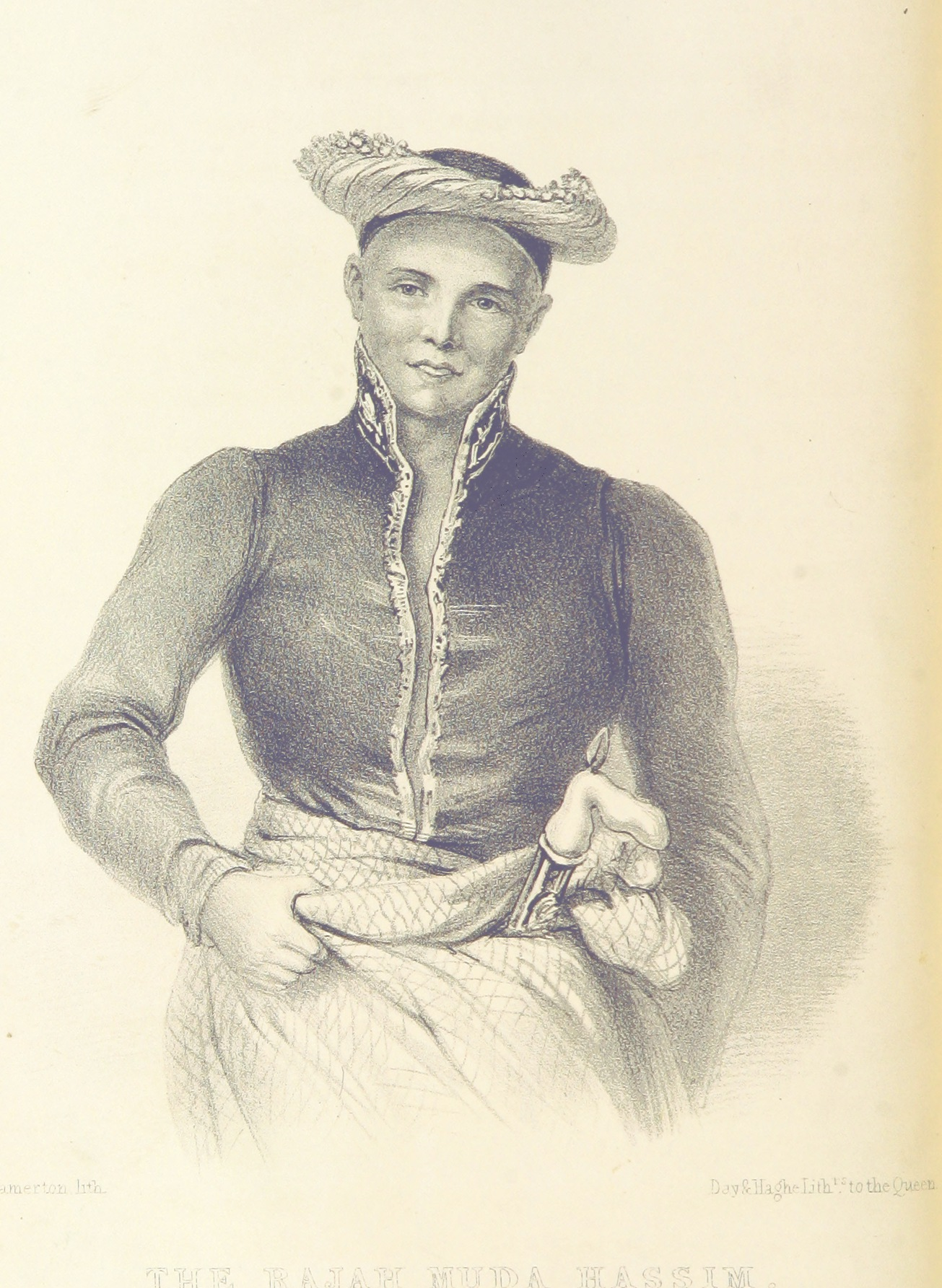
Принц Хашим

На початку 1820-х років у Брунеї спалахнула міжусобиця. За різними даними 1796 або 1807 року помер султан Мухаммад Алам Джамалуль I, залишивши лише одного сина-спадкоємця. Регентом став його старий батько, колишній султан Таджуддін Мухаммад, що теж невдовзі помер. Новим регентом став брат Таджуддіна Мухаммад Канзуль Алам. Після його смерті замість передачі трону законному султану Омару Алі Сайфуддіну II владу захопив син попереднього регента та дядько малолітнього султана, що оголосив себе султаном Мухаммадом Аламом. Утім, протримався він близько двох років: його було вбито за різними даними 1824 чи 1828 року. Султаном став Омар Алі Сайфуддін II, а інший його дядько, Хашим, став візиром. Надалі між двома палацовими угрупованнями, на чолі зі султаном і візиром, тривала запекла боротьба за владу, яка ще більше послаблювала державу.
У 1839 році місцеве населення Сараваку повстало проти губернатора Макоти, призначеного султаном Брунею. Султан надіслав візира принцу Хашима, щоб він придушив заколот. У принца Хашима був конфлікт із губернатором Сараваку, тому він звернувся за допомогою до британського авантюриста Джеймса Брука. Спочатку Брук відмовився воювати, але вже за рік змінив свою думку, бо візир запропонував йому обійняти посаду губернатора навзамін на допомогу. Бруку вдалося придушити повстання, але посаду губернатора отримав лише у 1842 році, коли нагадав султану про обіцянку.
Принц Хашим повернувся до столиці Брунею у 1845 році, дізнавшись, що за його відсутності стався палацовий переворот, і візиром став принц Усоп. За допомогою Брука та британського флоту Хашим повернув собі посаду, а також був оголошений спадкоємцем брунейського престолу. Проти нього одразу став інтригувати колишній спадкоємець — син султана, а також інші придворні зі супротивного угруповання. Хтось вважав Хашима британською маріонеткою, дехто звинувачував у неповазі до частини королівської родини. У 1846 році візира було вбито.
Джеймс Брук вважав це вбивство викликом британському уряду і спонукав військових покарати брунейського султана. Британський контр-адмірал Томас Кокрен вирушив з ескадрою зі Сінгапуру та атакував брунейський флот біля Брунейської затоки. Султан утік зі столиці до містечка Дамуан, але британці примусили його повернутися. 2 серпня 1846 року був підписаний договір, за яким Брук ставав повноправним раджею Сараваку, а територія його держави простягалася від мису Танджунг-Дату (малай. Tanjung Datu) до річки Самарахан (малай. Sungai Samarahan). 18 грудня 1846 британські кораблі з гарматами, спрямованими на палац султана, примусили останнього підписати інший договір, за яким острів Лабуан передавався Британській імперії.

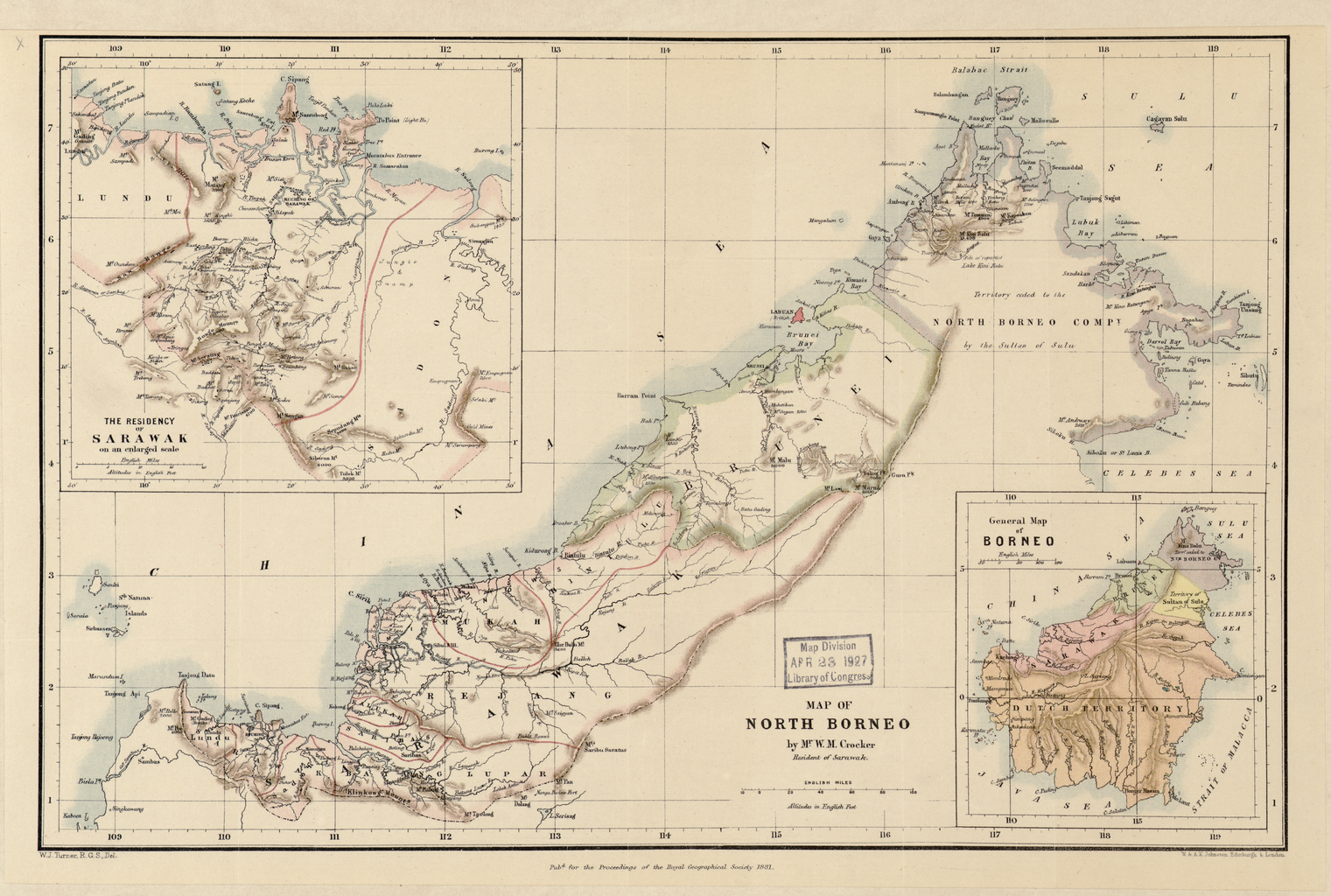
Карта Північного Борнео на час створення Компанії Британського Північного Борнео у 1881 році

Пізніше за допомогою тиску, підкупу та військових дій другому раджі Сараваку Чарлзу Бруку вдалося захопити брунейські території на південно-західному краю султанату. Одночасно султан Абдул Момін намагався заручитися підтримкою інших держав, зокрема США, Німеччини, Австро-Угорщини, Італії, віддаючи їм у концесію землі на півночі Борнео. Утім за підтримки військово-морської бази на Лабуані британці витиснули конкурентів із Борнео та об'єднали ці землі з територією, отриманою від султанату Сулу ще в середині XVIII століття, утворивши Компанію Британського Північного Борнео. Компанія керувала Північним Борнео аж до 1963 року, коли був утворений штат Сабах у рамках Малайзії, незважаючи на проголошення Північного Борнео британським протекторатом у 1888 році.

## Британський протекторат

### Продовження експансії Сараваку
Попри проголошений протекторат, британські представники дозволили Чарльзу Бруку 1890 року захопити останню цінну територію Брунейського султанату — Лімбанг, що призвело до розділення території країни на дві непов'язані між собою суходолом частини. Протести султана Хашима Джалілуля Алама Акамаддіна та інтереси Компанії Британського Північного Борнео зупинили Саравак від повного поглинання Брунею. Однак ще 1902 року Брук вимагав у султана віддати йому Белайт та Тутонг.

Палац брунейського султана близько 1890 року

#### Бруктонські копальні вугілля
Іншим фактором впливу Чарльза Брука на політику Брунею були вугільні копальні поблизу Муари. У 1837 році на східному узбережжі Брунею британський натураліст Джордж Лей відкрив поклади кам'яного вугілля. Американські підприємці намагалися отримати долину річки Кіангге в концесію для видобутку вугілля, проте отримали відмову від султана. Лише 1882 року концесію вдалося отримати британському бізнесмену Вільяму Коуві за 1200 доларів на рік. Він почав розробляти поклади поблизу Муари, але підприємство виявилося не дуже прибутковим. Тоді він продав шахту Чарльзу Бруку. Брук розвинув копальню, збільшив річний видобуток із декількох тисяч тонн вугілля до 10-25 тисяч тонн на рік. При цьому Брук фактично долучив район Муари до власних володінь, запровадив там власну поліцію, адміністрацію, поштову службу. Лише 1921 року Бруней зміг повернути суверенітет над регіоном, а 1924 року через падіння цін на вугілля шахта закрилася. Шахту було короткочасно відкрито японською окупаційною владою в 1942—1945 роках.

### Британські резиденти
Призначений у 1904 році британським консулом у Брунеї Малкольм Макартур домігся у 1906 році підвищення свого статусу представника до британського резидента та підвищення статусу протекторату в очах лондонського уряду. Таким чином, було припинено знищення країни.
При цьому вся виконавча влада знаходилася в руках резидента, а в султана залишалася лише формальна влада, а також нагляд за релігійним та традиційним життям.
У 1930-ті роки на шельфі поблизу Брунею було знайдено нафту, що вплинуло на економічний розвиток країни.

### Друга світова війна

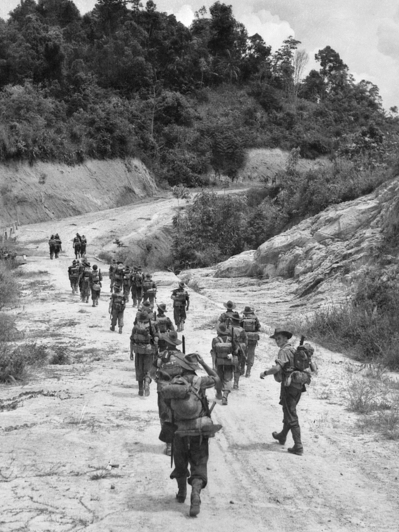
Австралійські солдати з 2-2-го кулеметного батальйону рухаються по дорозі з Бруктону до міста Бруней у період 10-13 червня 1945 року

Після оголошення війни США 7 грудня 1941 року японська армія почала вторгнення в британські колонії Південно-Східної Азії. 16 грудня японський десант висадився у Куала-Белайті та Серіа, 22 грудня майже без опору зайняв столицю Бруней. До 31 грудня вся територія Брунею була окупована.
Японська адміністрація залишила султана на чолі Брунею, хоча територія протекторату була включена до однієї з 5 японських провінцій Мірі-шу, куди також увійшло 2 регіони Сараваку. Багато малайських чиновників та офіцерів залишилися на своїх посадах, на відміну від інтернованих європейців. Японська адміністрація намагалася демонструвати лояльність до азіатів.
Брунейців залучали до примусових робіт із будівництва аеродромів і доріг. Для побудови будинків були потрібні спеціалісти, теслярів у Бруней японці завозили з Яви.
Упродовж 10—22 червня 1945 року операція австралійських десантників за підтримки флоту США звільнила Бруней від японців. 10 червня перший десант був висаджений на острові поблизу Муари, а 13 червня австралійці подолали незначний опір японців у місті Бруней. 20 червня інший десант у районі Тутонгу стрімко звільнив Куала-Белайт і Серіа.
З вересня 1945 до липня 1946 року Бруней був під управлінням тимчасової Британської військової адміністрації.

### Початок деколонізації
У післявоєнний період Британія взяла курс на надання незалежності своїм азійським колоніям і залежним територіям. У 1948 році британці сформували Малайську Федерацію на Малайському півострові, 1957 року вона проголосила незалежність, а в 1963 році мала об'єднатися з британськими територіями на північному Борнео, утворивши державу Малайзія. Протекторат Бруней за задумом уряду Федерації також мав приєднатися до нової держави. Утім, у Брунеї різні політичні течії виступали як на користь, так і проти приєднання. Британці ж проводили лінію об'єднання Брунею з Малайзією принаймні до 1965 року.
1 травня 1948 року британці встановили єдину адміністрацію для Брунею та Сараваку, об'єднавши посади резидента та губернатора, що одразу викликало невдоволення султана Ахмада Таджуддіна та його двору. Подальші спроби Великої Британії проводити політику спільних засідань керівників усіх трьох територій Борнео та вести розмови про федерацію територій Північного Борнео призвели до ще більшого невдоволення в Брунеї. Після спільного засідання керівників Сараваку, Сабаху та Брунею 23 квітня 1953 року низка газет вийшли з тезами про підготовку об'єднання трьох територій. Натомість султан Омар Алі Сайфуддін III заявив, що жодне об'єднання не є можливим. Уряд Брунею боявся потрапити в залежність від Сараваку, який ще 120 років до того був залежним від Брунею, а також понизити статус країни від протекторату до колонії. Крім того, як і в континентальній Малаї, султан боявся збільшення відсотку китайців та немусульман у країні, до того ж потреба ділитися доходами з бідними регіонами викликала заперечення, попри завірення британського резидента Ентоні Абелла, що такої необхідності не буде.
Зважаючи на загрозу поглинання, султан виступив з ініціативою створення конституції. Резидент Ентоні Абелл підтримав ідею, оскільки сподівався вплинути на процес написання, зсунути Бруней убік конституційної монархії з вільними виборами, підвищити роль резидента. Але у вересні 1959 року було прийнято конституцію Брунею, за якою практично вся влада належала султану, роль резидента нівелювалася, а його адміністративні функції передавалися головному міністру (малай. Mentri Besar), який мав бути етнічним малайцем. Резидент, який мав стати «верховним комісаром» на той момент, був дуже незадоволений таким ходом султана, тому всіляко заважав прийняттю конституції.
Разом із прийняттям конституції британська адміністрація зажадала перепідписання британсько-брунейського договору від 1906 року. Новий договір 1959 року передбачав, що британський верховний комісар і надалі буде відповідати за зовнішню та військову політику Брунею.

### Брунейське повстання
У 1956 році було створено Народну партію Брунею на чолі з Шейхом Азахарі, який виступав за якнайшвидшу незалежність Брунею разом зі Сараваком та Північним Борнео, а також мав зв'язки з президентом Індонезії Сукарно.
У травні 1961 року прем'єр-міністр Малайської Федерації Абдул Рахман закликав об'єднатися Малаї, Сінгапуру, Брунею, Сараваку та Північному Борнео в єдину державу. Султан Брунею Омар Алі Сайфуддін III, який був проти об'єднання з Сараваком та Сабахом, але прихильно ставився до Малаї, узяв час на вивчення цієї пропозиції, але Народна партія та Азахарі висловили рішучий протест. Єдиною можливою умовою об'єднання Азахарі вважав створення цілісного суб'єкта федерації на півночі Борнео, який би міг опиратися інтересам як континентальних малайців, так і китайської меншини. Для цього Народна партія стала співпрацювати з Об'єднаною народною партією Сараваку (англ. Sarawak United People's Party) та Об'єднаною кадазанською організацією Північного Борнео (англ. United Kadazan Organisation of North Borneo). 9 липня ці групи започаткували Об'єднаний фронт Борнео.
У січні 1962 року Азахарі був уведений до Законодавчої Ради Брунею, а в серпні того ж року відбулися перші вибори до парламенту, 16 з 33 місць у якому виграла Народна партія.
У грудні 1962 року виступом у Лімбангу та Серіа почалося за закликом Народної партії Брунею Брунейське повстання. Повстання було інспіровано та підтримано Індонезією, яка опиралася утворенню малайської держави. Але султан Омар Алі Сайфуддін III не підтримав заколот та за допомогою британської армії придушив повстання. Втім у 1963 році султан ухвалив рішення відмовитися від приєднання Брунею до Малайзії.

### Підготовка до незалежності
Після повстання дія Конституції була тимчасово призупинена, а британці сприяли усуненню занадто самостійного султана Омара Алі Сайфуддіна III, який під тиском зрікся престолу 1967 року на користь свого сина Хассанала Болкіаха. Утім новий султан виявився ще рішучішим прихильником незалежності та домігся її проголошення у 1984 році.
Продовжувалася індустріалізація. У 1972—1973 роках запрацював завод зі скраплення природного газу в Лумуті, мукім Ліанг, у 30 км на схід від Серіа.
У листопаді 1977 року Генеральна асамблея ООН звернулася до Великої Британії з вимогою дозволити політичним біженцям повернутися до Брунею та провести в країні вільні вибори.
У січні 1979 році перемовини щодо незалежності завершилися підписанням Договору про дружбу та співпрацю між Брунеєм та Великою Британією, одним з пунктів якого було проголошення незалежності Брунею за 5 років. Разом із тим 1982 року султан затвердив Акт внутрішньої безпеки (англ. Internal Security Act), який поглиблював надзвичайний стан, що зберігався з 1962 року, дозволяючи політичні арешти та пригнічення політичних діячів без рішень суду.

## Незалежна держава
Незалежність формально настала 1 січня 1984 року, але урочисте проголошення сталося 23 лютого за присутності офіційних делегацій з 70 держав світу. Остання дата й відзначається щорічно як Національний день. У країні залишився загін із 2000 гуркхів, які є ветеранами британської армії та захищають нафтові родовища і родину султана.
Здобувши незалежність Бруней вступив до ООН, АСЕАН (1984), Руху неприєднання (1992). Були підписані договори зі Сінгапуром про співпрацю та прив'язку курсу брунейського долара до сінгапурського.
При проголошенні незалежності Хассанал Болкіах обіцяв скасувати надзвичайний стан, провести демократичні вибори, піти з посади прем'єр-міністра та міністрів. Однак до 2018 року нічого не змінилося.
1985 року було створено проурядову Брунейську національно-солідарну партію, яку заборонили у 1988 році, дозволивши знову обмежену активність з 1995 року.
1991 року були посилені обмеження на вирубку тропічних лісів, а самі ліси почали перетворювати на заповідні й туристичні території.
Нові поправки до конституції, прийняті 2004 року, лише закріпили абсолютну монархію. Законодавча рада нині призначається лише султаном, щоб збиратися раз на рік у березні та схвалювати пропозицію бюджету. Султан закріпив за собою посаду прем'єр-міністра прямою нормою конституції. ЗМІ та суспільство знаходяться під тотальним контролем.
З іншого боку султан намагається інкорпорувати до управління країни не тільки власну родину, але й освічених брунейців. Населення підтримується фінансовими вливаннями, безкоштовною медициною та освітою, відсутністю податку на доходи. Держава є значним працедавцем. Основний прибуток країни — видобуток нафти й газу, що визначає залежність економіки країни від вартості цих ресурсів.
Наприкінці 1990-х років відбулася низка скандалів із розтратою державного майна братом султана й колишнім міністром фінансів Джефрі, які закінчилися судовими процесами. Разом із цим у країні, де офіційною ідеологією є «малайська ісламська монархія» (малай. Malay Islam Beraja), церква вводить усе більший нагляд за особистим життям громадян (аж до кримінального переслідування святкування Різдва).